# Clima di Grosseto
Il clima di Grosseto è mitigato dalla vicinanza del mare e presenta estati calde ma costantemente ventilate dalla brezza marina di ponente ed inverni non particolarmente freddi. Secondo la classificazione climatica proposta da Thornthwaite basata sul cosiddetto Moisture Index, la città di Grosseto è contraddistinta da un clima subarido C1, mesotermico B′2, con eccedenza moderata invernale s (deficit idrico tra aprile e settembre di circa 300 mm) e concentrazione estiva dell'efficienza termica b′4, caratteristiche comuni a gran parte della fascia costiera della Maremma grossetana e laziale. Secondo recenti studi, l'area su cui si estende una parte del territorio comunale risulta a rischio desertificazione.

## Fitoclima
A livello fitoclimatico, l'intero territorio comunale di Grosseto è includibile nella sottozona calda del Lauretum del 2º tipo, che interessa analogamente l'intero tratto costiero e l'entroterra pianeggiante e di bassa collina di tutta la provincia.

## Temperature
Le temperature medie annue si attestano attorno ai 15 °C nelle aree pianeggianti, con valori medi attorno agli 8 °C in gennaio e prossimi ai 24 °C in luglio.
Le temperature massime estive raggiungono, in genere, i 30-32 °C nella tarda mattinata o nel primissimo pomeriggio, prima dell'arrivo della brezza che può entrare sia dal terzo che dal quarto quadrante della rosa dei venti, spesso con intensità compresa tra i 10 e i 15 nodi; nei rari casi in cui gli anticicloni estivi determinano ventilazione costante al suolo dal primo quadrante, le temperature massime possono impennarsi anche oltre i 35 °C nel pomeriggio inoltrato. Al contrario, in inverno possono verificarsi situazioni con cielo sereno e calma assoluta di vento con conseguente escursione termica tra le temperature massime, anche oltre i 15 °C, e le minime, prossime allo zero. In caso di venti freddi settentrionali od orientali di intensità moderata o sostenuta, le massime si assestano invece sui 10-11 °C e le minime restano superiori di alcuni gradi allo zero; l'eventuale calma di vento notturna con cielo sereno, che segue eventi di questo tipo, può determinare tra metà dicembre e metà febbraio deboli gelate mattutine (molto raramente sotto i -2 °C di minima).

## Precipitazioni
Le precipitazioni, piuttosto contenute e concentrate soprattutto nel periodo autunnale, sono generalmente di breve durata, talvolta a carattere temporalesco: è raro che piova per l'intera giornata. Le piogge più intense e copiose si verificano con venti di libeccio innescati da depressioni stazionarie situate tra il Sahara algerino e la Sardegna (mediamente non più di 2-3 volte all'anno); fenomeni brevi ma molto intensi possono essere portati da episodici temporali pomeridiani estivi di natura termoconvettiva che raggiungono occasionalmente le aree pianeggianti e, ancor più raramente, la fascia costiera. Le nevicate, eventi più unici che rari, si verificano in pianura solo in caso di un intenso e persistente raffreddamento al suolo, seguito da rapidissime discese di aria polare verso il Mediterraneo occidentale e l'Africa nord-occidentale, da dove si innescano venti di libeccio insolitamente gelidi che, caricandosi di umidità, sono in grado di portare precipitazioni nevose anche al livello del mare nell'area grossetana (storico evento accaduto nel 1956 e nel 1985).

## Dati estremi
Prendendo in esame i valori estremi relativi alle temperature e alle precipitazioni, vanno ricordati i +41,0 °C registrati nella stazione meteorologica di Grosseto Centro il 9 agosto 1956 e i +40 °C raggiunti e superati in varie altre stagioni estive, anche se generalmente per non più di 1-2 giorni nello stesso anno, mentre tra i valori minimi spiccano, su tutti, i -13 °C registrati l'11 gennaio 1985 per effetto albedo.
L'anno più siccitoso in assoluto della storia è stato il 1945 con meno di 290 mm totali, mentre le precipitazioni massime si sono registrate nel remoto 1928 con quasi 1100 mm totali. Tutti i suddetti valori risultano difficilmente ripetibili, perché dovuti a particolari ed anomale circolazioni atmosferiche che si sono verificate a larga scala; tuttavia, per quanto riguarda le precipitazioni, va segnalato che dal 1991 in poi si è assistito ad una sensibile diminuzione dei valori medi annui rispetto a quelli degli anni precedenti , con valori inferiori ai 400 mm annui negli anni 1993, 1995, 1997, 2000, 2003 e 2007.

## Eliofania
In base ai dati estrapolati dalle rilevazioni dell'eliofania in Italia, tra tutti i capoluoghi di provincia, Grosseto è una delle città che conta mediamente il maggior numero di giornate con cielo sereno nell'arco dell'anno. Risultano essere frequenti, specialmente durante la stagione primaverile ed estiva, ma talvolta anche in inverno, prolungati periodi di giornate soleggiate, soprattutto nell'area del territorio comunale che si affaccia sulla costa.

## Nebbia
La nebbia risulta un fenomeno rarissimo e di breve durata, mediamente si verifica 3-4 volte all'anno e soltanto nelle prime ore del mattino. La scarsità di tale fenomeno favorisce l'elevata eliofania.

## Stazioni meteorologiche
- Stazione meteorologica di Grosseto Aeroporto (Servizio Meteorologico dell'Aeronautica Militare): ufficialmente riconosciuta dall'organizzazione meteorologica mondiale
- Stazione meteorologica di Grosseto Centro
- Stazione meteorologica di Alberese

## Microclimi
Data la vastità del comune che supera i 400 km², le aree a nord e ad est della città fanno registrare valori di precipitazioni un po' più elevati, e situazioni termiche leggermente più continentali rispetto alle aree occidentali e meridionali del territorio comunale che raggiungono la fascia costiera.
Oltre ai dati delle suddette stazioni meteorologiche relative alle medie calcolate nel trentennio 1961-1990, vanno segnalati i dati climatici medi relativi al trentennio 1951-1980, forniti da altre stazioni situate all'interno del territorio comunale, facenti capo al servizio idrologico. Di seguito, è riportata una tabella riepilogativa relativa alle medie climatiche delle varie località.
| Località                        | latitudine      | altitudine       | temperatura media annua | precipitazioni medie annue | media di riferimento |
| Batignano                       | 42°52'N 11°10'E | 173 metri s.l.m. | 14,6 °C                 | 750 mm                     | 1951-1980            |
| Fattoria Acquisti               | 42°51'N 11°03'E | 11 metri s.l.m.  | 15,4 °C                 | 734 mm                     | 1951-1980            |
| Grosseto Centro                 | 42°45'N 11°06'E | 16 metri s.l.m.  | 14,8 °C                 | 652 mm                     | 1961-1990            |
| Grosseto Aeroporto              | 42°45'N 11°04'E | 7 metri s.l.m.   | 14,8 °C                 | 661 mm                     | 1961-1990            |
| Marina di Grosseto-San Leopoldo | 42°44'N 10°58'E | 4 metri s.l.m.   | 15,4 °C                 | 574 mm                     | 1951-1980            |
| Poggio Cavallo                  | 42°44'N 11°08'E | 15 metri s.l.m.  | 15,0 °C                 | 667 mm                     | 1951-1980            |
| Alberese                        | 42°39'N 11°06'E | 40 metri s.l.m.  | 14,4 °C                 | 600 mm                     | 1961-1990            |